# Медведівська сільська рада (Бучацький район)
Медве́дівська сільська́ ра́да — адміністративно-територіальна одиниця та орган місцевого самоврядування в Бучацькому районі Тернопільської області. Адміністративний центр — село Медведівці.

## Загальні відомості
Медведівська сільська рада утворена 24 березня 1991 року.
- Територія ради: 16,22 км²
- Населення ради: 1 280 осіб (станом на 2001 рік)
- Територією ради протікає річка Вільховець

## Населені пункти
Сільській раді підпорядковані населені пункти:
- с. Медведівці

## Склад ради
Рада складалася з 16 депутатів та голови.
- Голова ради:
- Секретар ради: Гриньків Галина Іванівна

### Керівний склад попередніх скликань
| Прізвище, ім'я, по батькові | Основні відомості                                    | Дата обрання | Дата звільнення |
| --------------------------- | ---------------------------------------------------- | ------------ | --------------- |
| Когут Наталія Тимофіївна    | Сільський голова, 1969 року народження, позапартійна | 26.03.2006   | 31.10.2010      |

Примітка: таблиця складена за даними сайту Верховної Ради України

### Депутати
За результатами місцевих виборів 2010 року депутатами ради стали:

#### За суб'єктами висування
| Суб'єкт висування | Кількість обраних депутатів | %   |
| ----------------- | --------------------------- | --- |
| Самовисування     | 20                          | 100 |

#### За округами
| № округу | Прізвище, ім'я, по батькові     | Дата визнання обраним | Освіта           | Партійна приналежність | Відомості про обраного депутата                |
| -------- | ------------------------------- | --------------------- | ---------------- | ---------------------- | ---------------------------------------------- |
| 1        | Лисиманка Михайло Іванович      | 04.11.2010            | вища             | позапартійний          | тимчасово не працює                            |
| 2        | Ганкевич Богдан Васильович      | 04.11.2010            | середня          | позапартійний          | Бучацький агроколедж, студент                  |
| 3        | Когут Роман Михайлович          | 04.11.2010            | вища             | позапартійний          | тимчасово не працює                            |
| 4        | Слободян Дмитро Дмитрович       | 04.11.2010            | вища             | позапартійний          | Тернопільський ТДТУ, студент                   |
| 5        | Атаман Василь Михайлович        | 04.11.2010            | вища             | позапартійний          | тимчасово не працює                            |
| 6        | Гриньків Ольга Євгенівна        | 04.11.2010            | вища             | позапартійна           | тимчасово не працює                            |
| 7        | Гладій Степан Андрійович        | 04.11.2010            | середня          | позапартійний          | тимчасово не працює                            |
| 8        | Бабій Володимир Михайлович      | 04.11.2010            | вища             | позапартійний          | КЦ ШМД м. Тернопіль, фельдшер швидкої допомоги |
| 9        | Новаківська Оксана Євгенівна    | 04.11.2010            | вища             | позапартійна           | Медведівська загальноосвітня школа, вчитель    |
| 10       | Било Олег Володимирович         | 04.11.2010            | незакінчена вища | позапартійний          | Тернопільський НТУ, студент                    |
| 11       | Винниченко Галина Михайлівна    | 04.11.2010            | вища             | позапартійна           | тимчасово не працює                            |
| 12       | Максимишин Галина Володимирівна | 04.11.2010            | вища             | позапартійна           | Медведівська сільська рада, землевпорядник     |
| 13       | Гикавчук Михайло Володимирович  | 04.11.2010            | середня          | позапартійний          | Бучацький агроколедж, студент                  |
| 14       | Винярський Василь Іванович      | 04.11.2010            | вища             | позапартійний          | ТзОВ " Бучач агрохлібпром ", оператор          |
| 15       | Подольський Степан Михайлович   | 04.11.2010            | середня          | позапартійний          | тимчасово не працює                            |
| 16       | Гриньків Галина Іванівна        | 04.11.2010            | вища             | позапартійна           | Медведівська сільська рада, секретар           |
| 17       | Попович Ольга Богданівна        | 04.11.2010            | вища             | позапартійна           | Медведівська загальноосвітня школа, вчитель    |
| 18       | Сорока Михайло Йосифович        | 04.11.2010            | вища             | позапартійний          | приватний підприємець                          |
| 19       | Івасів Ігор Павлович            | 04.11.2010            | вища             | позапартійний          | тимчасово не працює                            |
| 20       | Козар Оксана Іванівна           | 04.11.2010            | вища             | позапартійна           | Магазин «Яна», продавець                       |